# El cuervo (película de 1994)
El cuervo (título original en inglés: The Crow) es una película 
de 1994, creada a partir de un guion de James O'Barr y John Shirley, basada en la serie de cómics homónima, publicada en 1989 en forma de libro, de James O'Barr. La película fue adaptada por David J. Schow y John Shirley, y dirigida por Alex Proyas.
La película logró notoriedad, aún antes de su estreno, debido a que durante el rodaje el protagonista Brandon Lee murió tras ser tiroteado en una escena de la película por accidente, a manos del actor secundario Michael Massee. Se pensó abandonar el proyecto tras su muerte, pero finalmente se decidió seguir adelante, utilizando un doble, escenas oscuras y retoques por ordenador. La película se presentó como un homenaje a Lee ya que al final puede verse una dedicatoria que dice «para Brandon y Elisa».

## Argumento
El 30 de octubre (Devil's Night) en Detroit, el sargento Albrecht se encuentra en la escena de un crimen donde Shelly Webster ha sido golpeada y violada. Su prometido, Eric Draven, yace muerto en la calle después de haber sido apuñalado, disparado y arrojado por la ventana. La pareja planeaba casarse al día siguiente, en Halloween. Cuando se va al hospital con Shelly, Albrecht conoce a una joven, Sarah, que dice que es su amiga y que la cuidan. Albrecht le dice a regañadientes que Shelly se está muriendo. 
Un año después, un cuervo toca la lápida de Eric; quien se despierta y sale de su tumba. Mientras tanto, una pandilla callejera de bajo nivel, encabezada por T-Bird, está provocando incendios en la ciudad. Al regresar a su antiguo apartamento, ahora abandonado, Eric experimenta flashbacks de T-Bird y su pandilla (Tin Tin, Funboy y Skank) matándolo a él y a Shelly. Eric pronto descubre que cualquier herida que reciba se cura de inmediato; guiado por el cuervo, se propone vengar su asesinato y el de Shelly matando a los perpetradores.
El cuervo ayuda a Eric a localizar Tin Tin; Eric lo mata y toma su abrigo antes de ir a la casa de empeño donde Tin Tin empeñó el anillo de compromiso de Shelly, lo que obligó al propietario, Gideon, a devolverlo. Luego hace estallar la tienda con gasolina., perdonando a Gideon para que pueda advertir a los demás. Después de encontrar a Funboy con la madre de Sarah, Darla, y matarlo, Eric se enfrenta a Darla, haciéndole darse cuenta de que Sarah necesita que sea una buena madre. Visita a Albrecht y le explica quién es y por qué está aquí. Albrecht le dice lo que sabe sobre la muerte de Shelly y que la vio sufrir durante treinta horas antes de morir. Eric toca a Albrecht y siente el dolor que sintió Shelly durante esas horas. Después de que ella y su madre comienzan a reparar su tensa relación, Sarah va al apartamento de Eric y le dice que lo extraña a él y a Shelly. Eric le asegura que aunque ya no pueden ser amigos, él todavía se preocupa por ella.
Cuando T-Bird y Skank se detienen en una tienda de conveniencia para recoger suministros, Eric llega y secuestra a T-Bird. Skank sigue a la pareja y es testigo de cómo Eric mata a T-Bird; se escapa y se dirige a Top Dollar, un criminal de alto nivel que controla todas las pandillas callejeras de la ciudad. Top Dollar y su amante / media hermana Myca, que guarda el ojo de una víctima de asesinato como recuerdo, se han enterado de las acciones de Eric a través de varios informes de testigos. Top Dollar mantiene una reunión con sus asociados donde discuten nuevos planes para sus actividades criminales en la Noche del Diablo. Después de que Eric llega, buscando a Skank, se produce un tiroteo en el que casi todos los presentes, incluido Skank, mueren. Sin embargo, Top Dollar, Myca y Grange, la mano derecha de Top Dollar, escapan.
Eric, habiendo terminado su búsqueda, regresa a su tumba. Sarah se despide de él y él le entrega el anillo de compromiso de Shelly. Grange luego la secuestra y la lleva a la iglesia donde Top Dollar y Myca están esperando. A través del cuervo, Eric se da cuenta de lo sucedido y va a rescatarla. Desafortunadamente, Grange, después de que Myca adivina que cualquier herida sufrida por el cuervo lo dañará, le dispara al cuervo después de que vuela a la iglesia, lo que le quita la inmortalidad a Eric. Myca agarra al cuervo herido, con la intención de tomar su poder místico. Albrecht llega, queriendo presentar sus respetos a Eric, justo después de que Eric recibe un disparo y resulta herido. Top Dollar agarra a Sarah y sube al campanario mientras se produce una pelea, y Albrecht mata a Grange. El cuervo escapa de las manos de Myca, le araña los ojos y la envía por el campanario a su muerte. Cuando Albrecht es herido, Eric sube al techo de la iglesia por su cuenta. Allí, Top Dollar admite la responsabilidad final por la muerte de Eric y Shelly. En su lucha, Eric le da a Top Dollar las treinta horas de dolor que absorbió de Albrecht; la sensación envía a Top Dollar sobre el techo de la iglesia a su muerte. Sarah acompaña a Albrecht al hospital y Eric se reúne con Shelly en sus tumbas. El cuervo, que lleva el anillo de compromiso de Shelly en su pico, luego aterriza en la tumba de Eric y deja caer el anillo en la mano de Sarah antes de volar sobre la ciudad y hacia la noche.

## Reparto
| Personaje             | Actor Original (EE. UU.) | Actor de voz (España)   | Actor de voz (Hispanoamérica - DVD) | Actor de voz (Hispanoamérica - TV) |
| --------------------- | ------------------------ | ----------------------- | ----------------------------------- | ---------------------------------- |
| Eric Draven/The Crow  | Brandon Lee              | José Luis Gil           | Enrique Mederos                     | Ricardo Tejedo                     |
| Sarah                 | Rochelle Davis           | Mar Bordallo            | Mónica Estrada                      | Gaby Ugarte                        |
| Sargento Albrecht     | Ernie Hudson             | Juan Antonio Gálvez     | Rolando del Castro                  | Mario Sauret                       |
| T-Bird                | David Patrick Kelly      | Carlos Ysbert           | Oscar Arizmendi                     | Herman López                       |
| Top Dollar            | Michael Wincott          | Salvador Aldeguer       | Alan Miró                           | Humberto Solórzano                 |
| Skank                 | Angel David              | Luis Reina              | Enrique Cervantes                   | Sergio Gutiérrez Coto              |
| Myca                  | Bai Ling                 | María José Castro       | Sarah Souza                         | Laura Torres                       |
| Funboy                | Michael Massee           | José Padilla            | Jorge Ornelas                       | Ricardo Hill                       |
| Shelly Webster        | Sofia Shinas             | María Antonia Rodríguez | Elena Ramírez                       | Irma Carmona                       |
| Darla, madre de Sarah | Anna Levine              | María Jesús Nieto       | Queta Calderón                      | Lourdes Morán                      |
| Tin Tin               | Laurence Mason           | Gabriel Jiménez         | Bardo Miranda                       | Enrique Cervantes                  |
| Grange                | Tony Todd                | Juan Luis Rovira        | Eduardo Fonseca                     | Alfonso Ramírez                    |
| Detective Torres      | Marco Rodríguez          | Fernando de Luis        | Sergio de Alva                      | Martín Soto                        |
| Gideon                | Jon Polito               | Juan Perucho            | José María Negri                    | Humberto Vélez                     |
| Mickey                | Bill Raymond             | TBA                     | Ángel Casarín                       | Pedro D'Aguillón Jr.               |

## Muerte de Brandon Lee

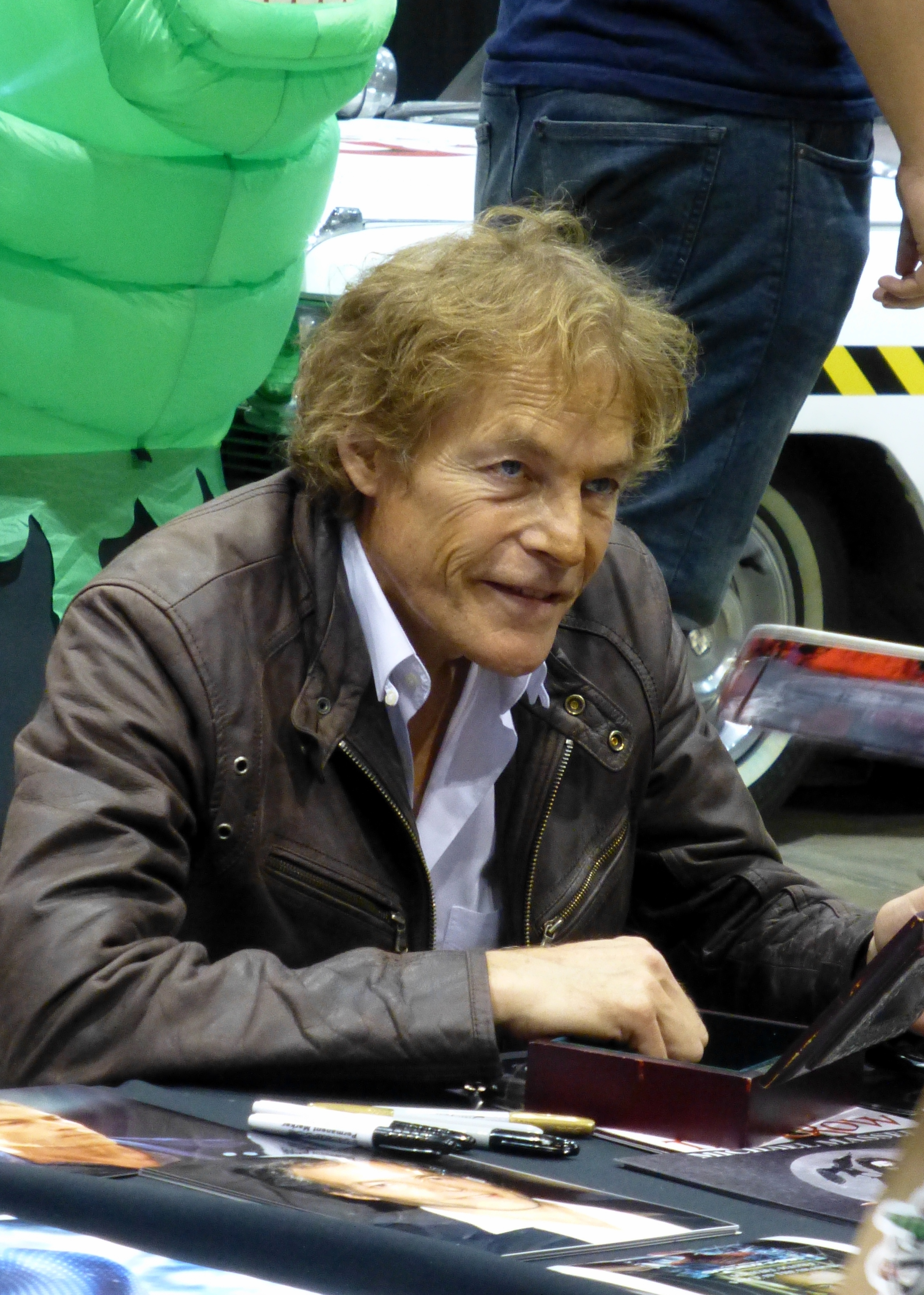
Michael Massee en 2014. Alcanzó notoriedad tristemente por ser quien accidentalmente mató a Brandon Lee.

El 31 de marzo de 1993, a la edad de 28 años, Brandon Lee muere accidentalmente a causa de que una de las pistolas que utilizaron para dispararle, en la escena en la que recuerda cómo el personaje de Funboy (Michael Massee) le dispara. Anteriormente a la toma fatídica, se había rodado un primer plano del revólver Magnum Smith&Wesson que usaba ese personaje, que lo mostraba cargado. 
Normalmente para dichos primeros planos se usan cartuchos falsos, sin pólvora ni fulminante. No obstante, por falta de presupuesto, se adquirieron balas reales, a las que se quitó la pólvora, pero no el fulminante. En algún momento alguien apretó el gatillo, el percutor disparó el fulminante y la bala hizo un corto recorrido, quedándose encajada dentro del cañón. A causa de la falta de tiempo, nadie inspeccionó adecuadamente el arma para asegurarse de que esto no había ocurrido, sino que se quitaron las balas y se colocaron balas de fogueo (sin que, una vez más, se inspeccionara el arma, al parecer porque el maestro armero había sido despedido por falta de dinero y quien se encargaba de preparar el arma para la toma era alguien sin la debida preparación). Cuando el actor Michael Massee apretó el gatillo, la pólvora de la bala de fogueo detonó con la fuerza suficiente para empujar la bala que había quedado atascada en el cañón hacia afuera, directamente hacia el abdomen de Brandon Lee. Este cayó al suelo, herido mortalmente. Cuando los productores vieron que no se levantaba, lo trasladaron rápidamente al hospital New Hanover Regional Medical Center, en Wilmington, Carolina del Norte. Allí los médicos intentaron salvarle, sin éxito: falleció a la 1:03 de la tarde del 31 de marzo de 1993, a 17 días de su boda y a 8 días de terminar el rodaje.
Brandon fue enterrado junto a su padre en el cementerio Lake View de Capitol Hill, Seattle, Washington.

## Banda sonora
La banda sonora original de la película cuenta con el trabajo de grupos musicales como The Cure (su canción, "Burn", se convirtió en el tema principal de la película), The Jesus and Mary Chain, Rage Against the Machine y Stone Temple Pilots, entre muchos otros.
1. Burn - The Cure (Robert Smith, Simon Gallup, Boris Williams, Perry Bamonte) – 6:39
2. Golgotha Tenement Blues - Machines of Loving Grace (Scott Benzel, Mike Fisher, Stuart Kupers, Thomas Melchionda) – 4:01
3. Big Empty - Stone Temple Pilots (Dean DeLeo, Scott Weiland) – 4:56
4. Dead Souls - Nine Inch Nails (cover de Joy Division) – 4:54
5. Darkness - Rage Against the Machine (Rage Against the Machine) – 3:41
6. Color Me Once - Violent Femmes (Gordon Gano, Brian Ritchie) – 4:09
7. Ghostrider - Suicide (Martin Rev, Alan Vega) – 5:45
8. Milktoast (También conocida como Milquetoast) - Helmet (Page Nye Hamilton) – 3:59
9. The Badge - Pantera (Poison Idea) – 3:54
10. Slip Slide Melting - For Love Not Lisa (For Love Not Lisa) – 5:47
11. After the Flesh - My Life with the Thrill Kill Kult (Buzz McCoy, Groovie Mann) – 2:59
12. Snakedriver - The Jesus and Mary Chain (William Reid, Jim Reid) – 3:41
13. Time Baby III - Medicine (Jim Goodall, Brad Laner, Jim Putnam, Ruscha, Beth Thompson) – 3:52
14. It Can't Rain All the Time - Jane Siberry (Graeme Revell, Jane Siberry) – 5:34

## Continuaciones y versiones
En 1996 se estrenó El cuervo, ciudad de los Ángeles. El argumento del film es similar al de la película original: Ashe Corven, interpretado por Vincent Pérez, es asesinado junto con su hijo por una banda de delincuentes. Tras resucitar tomará venganza. El personaje de Sarah, ya crecido, vuelve a aparecer en esta película y ayuda a Ashe. Esta trilogía dio lugar a una serie de televisión de 22 episodios (El cuervo, escalera al cielo) protagonizada por Mark Dacascos; y a otras dos secuelas intrascendentes; The Crow: Salvation (2000) y The Crow: Wicked Prayer (2005) ("El cuervo 4: plegaria maldita" en Argentina). En cada película, un personaje distinto resucita como el Cuervo.
- El cuervo, ciudad de los Ángeles de 1996. (Película)
- El cuervo, escalera al cielo (The Crow: Stairway to Heaven) de 1998. (Serie de TV)
- The Crow: Salvation de 2000. (Película)
- The Crow: Wicked Prayer  de 2005. (Película)

### Nueva versión

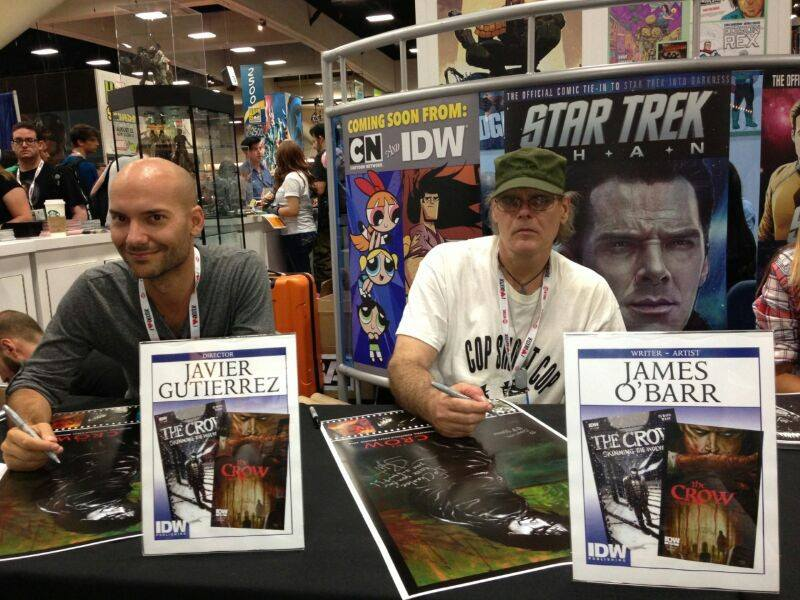
«No lo llaméis un remake: es una adaptación fiel del cómic». Javier Gutiérrez y James O'Barr juntos en el San Diego Comic-Con 2013

En diciembre de 2008, se anunció un remake de El Cuervo, dirigido por Stephen Norrington, cuyo estreno se esperaba para 2011. También se dijo que Jason Statham estaba negociando para interpretar al vengador Eric Draven y se llegó a anunciar en abril del 2011 que el director español Juan Carlos Fresnadillo sería el encargado de dirigir la adaptación de la cinta que popularizó Brandon Lee. Sin embargo, el director elegido para el proyecto fue finalmente el también español Javier Gutiérrez que propuso llevar a cabo una nueva versión fiel al original e incluyó al creador del cómic en el equipo de la película. A finales de 2016 se confirmó que la nueva película de El Cuervo estaría filmándose en 2018: su protagonista sería Jason Momoa, y el director Corin Hardy.
Después de varios problemas de producción, el reboot de El Cuervo que estaba preparando Sony Pictures, es cancelado. Lo anunció Jason Momoa en su cuenta de Twitter, quien iba a protagonizarla bajo las órdenes del director Corin Hardy; tras la negativas de miles de fanes indignados, así como del creador del cómic James O´Barr y del mismo Alex Proyas, director del filme original, quienes consideran al actor no apto para interpretar al personaje, como también una falta de respeto para Brandon Lee.